# Apterepilissus centralis
Apterepilissus centralis är en skalbaggsart som beskrevs av Renaud Maurice Adrien Paulian 1976. Apterepilissus centralis ingår i släktet Apterepilissus och familjen bladhorningar. Inga underarter finns listade.